# Epiphyllum hookeri subsp. pittieri
Epiphyllum hookeri subsp. pittieri ist eine Unterart der Pflanzenart Epiphyllum hookeri in der Gattung Epiphyllum aus der Familie der Kakteengewächse (Cactaceae). Das Epitheton pittieri ehrt Henri Pittier.

## Beschreibung
Epiphyllum hookeri subsp. pittieri wächst strauchig mit steifen, übergebogenen bis hängenden, 2 bis 3 Meter langen Trieben. Die Triebe sind an der Basis drehrund, darüber abgeflacht, dünnfleischig und bis 5 Zentimeter breit. Der Rand ist grob gezähnt. Die Areolen stehen bis zu 5 Zentimeter voneinander entfernt.
Die stieltellerförmigen weißen bis grünlich weißen Blüte sind 9,5 bis 16 Zentimeter lang und erreichen Durchmesser von 3 bis 3,5 Zentimetern. Ihre Blütenröhre ist gerade bis stark gebogen. Die ellipsoiden bis eiförmigen, dunkelroten, glatten Früchte werden bis 2 Zentimeter lang.

## Verbreitung und Systematik
Epiphyllum hookeri subsp. pittieri ist in Costa Rica im atlantischen Regenwald in Höhenlagen bis 830 Metern verbreitet. 
Die Erstbeschreibung als Phyllocactus pittieri  wurde 1898 von Frédéric Albert Constantin Weber veröffentlicht. Ralf Bauer stellte die Art 2003 als Unterart zur Art Epiphyllum hookeri. Weitere nomenklatorische Synonyme sind Epiphyllum pittieri (F.A.C.Weber) Britton & Rose (1913) und Epiphyllum phyllanthus var. pittieri (F.A.C.Weber) Kimnach (1964).

## Nachweise